# Tröger
Tröger oder Troeger ist ein deutscher Familienname.

## Namensträger
- Alfred Tröger (1898–1974), deutscher Maler und Grafiker

- Annemarie Tröger (1939–2013), deutsche Psychologin und Feministin
- Beate Tröger (Bibliothekarin) (* 1961), deutsche Bibliothekarin
- Beate Tröger (Literaturkritikerin) (* 1973), deutsche Literaturkritikerin
- Brigitte Troeger (1941–2017), deutsche Lehrerin und Schriftstellerin
- Christian Tröger (* 1969), deutscher Schwimmer
- Eberhard Troeger (* 1938), deutscher Pfarrer und Islamwissenschaftler
- Erik Tröger (* 1979), deutscher Bobfahrer
- Fritz Tröger (1894–1978), deutscher Maler und Grafiker
- Fritz Tröger (Agrarwissenschaftler) (* 1935), deutscher Agrarwissenschaftler und Hochschullehrer
- Gabi Troeger-Weiß (* 1958), deutsche Raumplanerin und Hochschullehrerin
- Gottfried Tröger (1935–2016), deutscher Politiker
- Hans Tröger (Bildhauer) (1894–1963), deutscher Bildhauer
- Hans Tröger (Offizier) (1896–1982), deutscher Generalleutnant
- Hans Dieter Tröger (1941–2016), deutscher Rechtsmediziner
- Hans-Joachim Tröger (1935–2024), deutscher Schwimmer
- Heinrich Troeger (1901–1975), deutscher Jurist, Bankmanager und Politiker
- Josef Tröger (1895–1971), deutscher Politiker (SPD), Mitglied der Verfassunggebenden Landesversammlung in Bayern
- Julius Tröger (Chemiker) (1862–1942), deutscher Chemiker
- Julius Tröger (Journalist) (* 1983), deutscher Journalist und Buchautor
- Karl-Armin Tröger (1931–2019), deutscher Geologe und Hochschullehrer
- Karl-Wolfgang Tröger (* 1932), deutscher evangelischer Theologe
- Markus Tröger (* 1966), deutscher Eisschnellläufer
- Otto-Karl Tröger (1958–2005), deutscher Archivar und Genealoge
- Paul Tröger (1913–1992), deutscher Sportjournalist und Schachspieler
- Richard Tröger (1838–1917), deutscher Bergverwalter und Montanpraktiker
- Rolf Tröger (* 1953), deutscher Fußballspieler
- Rudi Tröger (* 1929), deutscher Maler
- Rudolf Tröger (1905–1940), deutscher Jurist, SS-Oberführer und Gestapomitarbeiter
- Sabine Tröger (* 1967), österreichische Leichtathletin
- Siegfried Tröger (* 1929), deutscher Fußballspieler
- Tobias Tröger (* 1972), deutscher Rechtswissenschaftler und Hochschullehrer
- Vera E. Troeger (* 1976), deutsche Politikwissenschaftlerin
- Walter Tröger (1926–2004), deutscher Bildungsforscher
- Walter Tröger (Fußballspieler) (* 1931), deutscher Fußballspieler
- Walter Ehrenreich Tröger (1901–1963), deutscher Mineraloge
- Walther Tröger (1929–2020), deutscher Sportfunktionär
- William Tröger (1805–1875), deutscher Berggeschworener
- Willy Tröger (1928–2004), deutscher Fußballspieler